# Adunarea Constituantă Estonă
Adunarea Constituantă Estonă (estonă Asutav Kogu) a fost aleasă pe 5-7 aprilie 1919. A fost numită de către Guvernul Provizoriu Estonian în timpul Războiului de Independență Eston. Adunarea a fost aleasă de o parte din reprezentanți. Au fost incluși ca alegători și soldații de pe front. Alegerile au fost câștigate de partidele de Centru si Stânga:
| Partidele de Stânga      | % Voturi | Locuri | Partidele de Centru  | % Voturi | Locuri | Partidele de Dreapta      | % Voturi | Locuri | Alte Partide       | % Voturi | Locuri |
| ------------------------ | -------- | ------ | -------------------- | -------- | ------ | ------------------------- | -------- | ------ | ------------------ | -------- | ------ |
| Social Democrații        | % 33.3   | 41     | Partidul Muncitoresc | % 25.1   | 30     | Partidul Național Creștin | % 4.4    | 5      | Minorități Etnice  | % 3.8    | 4      |
| Independenți Socialiștii | % 5.8    | 7      | Partidul Național    | % 20.7   | 25     | Liga Agrarilor            | % 6.5    | 8      | Altele             | % 0.4    | 0      |
| Total Partide-Stânga     | % 39.1   | 48     | Total Partide-Centru | % 45.8   | 55     | Total Partide-Dreapta     | % 10.9   | 13     | Total Alte Partide | % 4.2    | 4      |

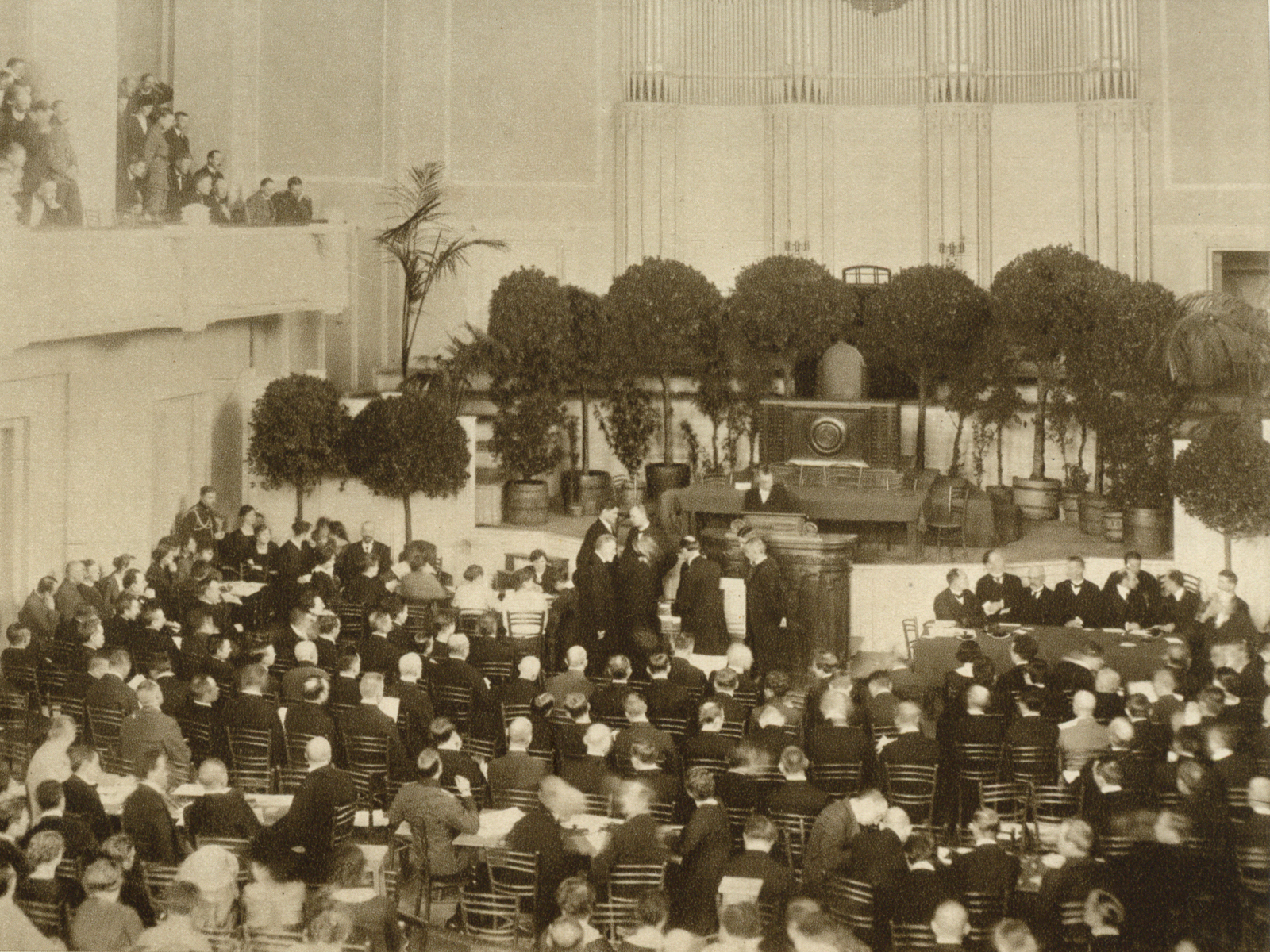
Adunarea Constituantă Estonă, Sesiunea de deschidere pe 23 aprilie 1919

Cei 120 de membri ai Adunării Constituante s-au întâlnit la sesiunea de deschidere ce a avut loc pe 23 aprilie 1919, ziua Parlamentului Estonian ṣi au ales preṣedintele, Social Democratul August Rei. Pe 7 Mai, Adunarea a adoptat Legea Ṣcolilor Elementare Publice: principiul obligatoriu era înființarea educației ṣcolare primare gratuită pe o perioadă de 6 ani. Pe 9 mai 1919, guvernul estonian provizoriu a demisionat si a fost ales în mod democratic si irevocabil Guvernul Estoniei condus de prim ministrul Otto Strandman (Partidul Muncitoresc Estonian). Pe 15 Mai Adunarea a reafirmat Declarația de Independență Estona, care viza comunitatea internațională pentru recunoaṣterea Estoniei ca stat independent. Pe data de 4 iunie 1919, Adunarea a adoptat o Constituție provizorie a Estoniei.
Pe 10 octombrie 1919, Actul Reformei Terenului a fost confiscat ṣi redistribuit moṣiilor Germane Baltice care au încheiat 700 de ani de posesie a regiunilor ṣi că germanii au câṣtigat după Cruciada Livoniana. Pe 13 Februarie Tratatul de Pace de la Tartu a fost ratificat, semnat de Estonia ṣi SFSR Ruse pe 2 Februarie. Prima Constituție a Estoniei a fost adoptată pe 15 iunie 1920. După Constitutie a intrat în vigoare ṣi primele alegeri parlamentare, Adunarea Constituantă a fost desființată în sine pe 20 decembrie 1920.